# فتح أباد (تبريز)
فتح أباد هي قرية في مقاطعة تبريز، إيران. عدد سكان هذه القرية هو 1,610 في سنة 2006.